# Costantino Fittante
Constantino Fittante (1 de dezembro de 1933 – 19 de novembro de 2021) foi um político italiano. Membro do Partido Comunista Italiano, serviu na Câmara dos Deputados de 1983 a 1987.